# ガルビネ・ムグルサ
- ガルビーニェ・ムグルサ
- ガルビネ・ムグルッサ
- ガルビネ・ムグルザ

ガルビネ・ムグルサ・ブランコ（Garbiñe Muguruza Blanco, 1993年10月8日 - ）は、スペイン系ベネズエラ人でスペイン居住の元女子プロテニス選手。ベネズエラ・カラカス出身。2016年全仏オープンと2017年ウィンブルドン選手権の女子シングルス優勝者。これまでにWTAツアーでシングルス10勝、ダブルス5勝を挙げている。身長182cm、体重73kg。右利き、バックハンド・ストロークは両手打ち。WTAランキング自己最高位はシングルス1位、ダブルス10位。

## 来歴
父親はスペイン・ギプスコア県エイバル出身のバスク人、母親はベネズエラ・カラカス出身のベネズエラ人である。5歳からテニスを始める。2011年にプロに転向。

### 2012-2013年 キャリア初期
2012年3月のマイアミ大会では主催者推薦の出場から、1回戦で森田あゆみ、2回戦で当時9位のベラ・ズボナレワを6-4, 6-3、3回戦ではフラビア・ペンネッタを6-2, 1-6, 7-6 (6)で破りベスト16に進出した。4回戦ではアグニエシュカ・ラドワンスカに 3-6, 2-6 で敗れた。全米オープンで4大大会に初出場し、1回戦でサラ・エラニに3-6, 7-6(6), 1-6で敗れた。
2013年1月のホバート国際でマリア・テレサ・トロ・フロルと組んだダブルスで優勝し初のツアータイトルを獲得した。4大大会では全豪オープン、全仏オープン・ウィンブルドンともに初戦を突破したが、右足首の故障によりウィンブルドン後の大会をすべて欠場した。

### 2014年 ツアー初優勝
2014年1月のホバート国際の決勝でクララ・ザコパロバを6–4, 6–0で破り初のシングルスタイトルを獲得した。全豪オープンでは1回戦で第24シードのカイア・カネピ、3回戦で第10シードのキャロライン・ウォズニアッキを破り4大大会で初めてベスト16に進出した。4回戦ではアグニエシュカ・ラドワンスカに1-6, 3-6で敗れた。
ダブルスではカルラ・スアレス・ナバロと組んで、マドリード・オープンで決勝に進出。サラ・エラーニ、ロベルタ・ビンチ組に敗れて準優勝。
全仏オープンでは2回戦で前回優勝者で世界ランキング1位のセリーナ・ウィリアムズを6-2, 6-2のストレートで破る殊勲を挙げた。ベスト8まで進出し準々決勝でマリア・シャラポワに6-1, 5-7, 1-6で敗れた。カルラ・スアレス・ナバロと組んだダブルスでもノーシードからベスト4に進出した。準決勝で優勝した謝淑薇&彭帥組に2-6, 7-5, 2-6で敗れた。8月のバンク・オブ・ウェスト・クラシックで決勝でパウラ・カーニャ、カテリナ・シニアコバ組に勝利しダブルスのWTAプレミアトーナメントで初優勝。チームランキング年間最終7位でWTAファイナルに出場。

### 2015年 ウィンブルドン準優勝、トップ10入り
2015年のドバイ・テニス選手権で決勝に進出し、ティメア・バボシュ、クリスティナ・ムラデノビッチ組に敗れるも準優勝。翌週のダブルスの世界ランキングで10位になった。マドリード・オープンでは2年連続の準優勝。
ウィンブルドンでは快進撃を見せ4回戦で第5シードのキャロライン・ウォズニアッキを、準決勝で2012年にこの大会で決勝へ進出した第13シードのアグニエシュカ・ラドワンスカをフルセットで倒して自身初めてとなる4大大会決勝へ進んだ。決勝では第1シードのセリーナ・ウィリアムズに 4-6, 4-6 のストレートで敗れたものの準優勝に輝いた。10月の武漢オープンではWTAプレミアトーナメントでは自身初めて決勝に進出。決勝のビーナス・ウィリアムズ戦では3–6, 0–3の時点で途中棄権した。翌週のチャイナ・オープンでも決勝進出し、決勝でティメア・バシンスキーを7–5, 6–4で破りプレミア初優勝。さらに10月26日付の世界ランキングでは自己最高の3位になった。WTAファイナルには第2シードで出場。ダブルスでも2年連続出場。WTAファイナル、シングルスではラウンドロビンで3勝し1位通過するも準決勝でアグニエシュカ・ラドワンスカに7-6(5), 3-6, 5-7で敗れた。ダブルスではラウンドロビンで詹詠然、詹皓晴組とキャロリン・ガルシア、カタリナ・スレボトニク組に勝利し1位通過。準決勝でアンドレア・フラバーチコバ、ルーシー・ハラデツカ組に勝利し決勝進出。決勝ではマルチナ・ヒンギス、サニア・ミルザ組に敗れ準優勝。シングルス年間最終3位、ダブルス年間最終14位。

### 2016年 全仏優勝
2016年全仏オープンでは第4シードで出場。アンナ・カロリナ・シュミエドロバ、ミルティーユ・ジョルジュ、ヤニナ・ウィックマイヤー、スベトラーナ・クズネツォワ、シェルビー・ロジャーズ、サマンサ・ストーサーを破り決勝進出。決勝では前年のウィンブルドン決勝で敗れたセリーナ・ウィリアムズに7-5, 6-4で勝利し、グランドスラム初優勝を果たした。大会後の世界ランキングで自己最高の2位に浮上。また、スペイン人女子の大会優勝は1998年のアランチャ・サンチェス・ビカリオ以来の快挙であり、2015年のウィンブルドンでの決勝での敗北を雪辱する形となった。リオデジャネイロオリンピックにも出場した。ウエスタン・アンド・サザン・オープンでベスト4入り。WTAファイナルは1勝2敗のラウンドロビン敗退に終わった。

### 2017年 ウィンブルドン優勝
2017年は全豪オープンでベスト8入り。ウィンブルドンは第1シードのアンゲリク・ケルバーらを下して2年ぶりの決勝進出、決勝でビーナス・ウィリアムズに7-5, 6-0で勝利しウィンブルドン初優勝を果たす。ウエスタン・アンド・サザン・オープンではカロリナ・プリスコバを下して決勝に進出すると、決勝でシモナ・ハレプを6-1, 6-0で圧倒してプレミア・マンダトリーで初優勝を飾った。
全米オープンは4回戦で敗退するも、ランキング1位のカロリナ・プリスコバが準々決勝で敗退し前回の準優勝からポイントを落とした為、9月11日付の世界ランキングで初の1位となった。スペイン選手の女子シングルス世界ランキング1位は95年のアランチャ・サンチェス・ビカリオ以来で、史上2人目である。しかしチャイナ・オープンで1回戦で途中棄権し、在位4週で世界ランキング1位の座をシモナ・ハレプに明け渡す。WTAファイナルは1勝2敗のラウンドロビン敗退に終わった。シングルス年間最終2位。

### 2018-2019年 下降
2018年はモンテレイ・オープンで優勝、カタール・トータル・オープンで準優勝、全仏オープンではベスト4入りした。しかし前年優勝のウィンブルドン選手権は初戦敗退に終わるなど早期敗退の大会も多く、年間最終ランキングは18位に落ちた。
2019年はモンテレイ・オープンで連覇。しかし全体としては奮わず、年間最終ランキングは36位だった。

### 2020年 全豪決勝進出
2020年全豪オープンはノーシードで出場したが、3回戦で第3シードのエリナ・スビトリナを破るように勢いを見せ、準決勝では第4シードのシモナ・ハレプをストレートで下す。決勝ではソフィア・ケニンに6-4, 2-6, 2-6で敗れ準優勝だった。3月より新型コロナウイルス感染症の流行でツアーが一時中断。復帰戦となった全米オープンは2回戦敗退。BNLイタリア国際でベスト4。全仏オープンは3回戦敗退。年末順位は15位。

## WTAツアー決勝進出結果

### シングルス: 17回 (10勝7敗)
| 大会グレード                  | 大会グレード  |
| 2020年以前                    | 2021年以後    |
| ----------------------------- | ------------- |
| グランドスラム (2–2)          |               |
| WTAファイナルズ (1–0)         |               |
| プレミア・マンダトリー (1–0)  | WTA1000 (1–0) |
| プレミア5 (1–2)               | WTA1000 (1–0) |
| WTAエリート・トロフィー (0–0) |               |
| プレミア (0–0)                | WTA500 (1–2)  |
| インターナショナル (3–1)      | WTA250 (0–0)  |

| 結果   | No. | 決勝日         | 大会               | サーフェス | 対戦相手               | スコア            |
| ------ | --- | -------------- | ------------------ | ---------- | ---------------------- | ----------------- |
| 優勝   | 1.  | 2014年1月11日  | ホバート           | ハード     | クララ・ザコパロバ     | 6-4, 6-0          |
| 準優勝 | 1.  | 2014年3月1日   | フロリアノーポリス | ハード     | クララ・ザコパロバ     | 6-4, 5-7, 0-6     |
| 準優勝 | 2.  | 2015年7月11日  | ウィンブルドン     | 芝         | セリーナ・ウィリアムズ | 4-6, 4-6          |
| 準優勝 | 3.  | 2015年10月3日  | 武漢               | ハード     | ビーナス・ウィリアムズ | 3-6, 0-3 途中棄権 |
| 優勝   | 2.  | 2015年10月11日 | 北京               | ハード     | ティメア・バシンスキー | 7-5, 6-4          |
| 優勝   | 3.  | 2016年6月4日   | 全仏オープン       | クレー     | セリーナ・ウィリアムズ | 7-5, 6-4          |
| 優勝   | 4.  | 2017年7月15日  | ウィンブルドン     | 芝         | ビーナス・ウィリアムズ | 7-5, 6-0          |
| 優勝   | 5.  | 2017年8月20日  | シンシナティ       | ハード     | シモナ・ハレプ         | 6-1, 6-0          |
| 準優勝 | 4.  | 2018年2月12日  | カタール           | ハード     | ペトラ・クビトバ       | 6-3, 3-6, 4-6     |
| 優勝   | 6.  | 2018年4月8日   | モンテレイ         | ハード     | ティメア・バボシュ     | 3-6, 6-4, 6-3     |
| 優勝   | 7.  | 2019年4月7日   | モンテレイ         | ハード     | ビクトリア・アザレンカ | 6-1, 3-1 途中棄権 |
| 準優勝 | 5.  | 2020年2月1日   | 全豪オープン       | ハード     | ソフィア・ケニン       | 6-4, 2-6, 2-6     |
| 準優勝 | 6.  | 2021年2月6日   | メルボルン         | ハード     | アシュリー・バーティ   | 6-7(3-7), 4-6     |
| 準優勝 | 7.  | 2021年3月6日   | カタール           | ハード     | ペトラ・クビトバ       | 2-6, 1-6          |
| 優勝   | 8.  | 2021年3月13日  | ドバイ             | ハード     | バルボラ・クレイチコバ | 3-6, 3-6          |
| 優勝   | 9.  | 2021年10月3日  | シカゴ             | ハード     | オンス・ジャバー       | 3-6, 6-3, 6-0     |
| 優勝   | 10. | 2021年11月17日 | グアダラハラ       | ハード     | アネット・コンタベイト | 6-3, 7-5          |

### ダブルス: 10回 (5勝5敗)
| 結果   | No. | 決勝日        | 大会           | サーフェス    | パートナー                   | 対戦相手                                        | スコア                |
| ------ | --- | ------------- | -------------- | ------------- | ---------------------------- | ----------------------------------------------- | --------------------- |
| 優勝   | 1.  | 2013年1月12日 | ホバート       | ハード        | マリア・テレサ・トロ・フロル | ティメア・バボシュ マンディ・ミネラ             | 6-3, 7-6(7-5)         |
| 優勝   | 2.  | 2014年4月27日 | マラケシュ     | クレー        | ロミナ・オプランディ         | カタジナ・ピーター マリナ・ザネフスカ           | 4-6, 6-2, [11-9]      |
| 準優勝 | 1.  | 2014年5月10日 | マドリード     | クレー        | カルラ・スアレス・ナバロ     | サラ・エラニ ロベルタ・ビンチ                   | 4-6, 3-6              |
| 優勝   | 3.  | 2014年8月3日  | スタンフォード | ハード        | カルラ・スアレス・ナバロ     | ポーラ・カニア カテリナ・シニアコバ             | 6-2, 4-6, [10-5]      |
| 準優勝 | 2.  | 2014年9月20日 | 東京           | ハード        | カルラ・スアレス・ナバロ     | カーラ・ブラック サニア・ミルザ                 | 2-6, 5-7              |
| 準優勝 | 3.  | 2015年2月21日 | ドバイ         | クレー        | カルラ・スアレス・ナバロ     | ティメア・バボシュ クリスティナ・ムラデノビッチ | 3-6, 7-6(7-4), [5-10] |
| 準優勝 | 4.  | 2015年5月9日  | マドリード     | クレー        | カルラ・スアレス・ナバロ     | ケーシー・デラクア ヤロスラワ・シュウェドワ     | 3-6, 7-6(7-4), [5-10] |
| 優勝   | 4.  | 2015年6月21日 | バーミンガム   | 芝            | カルラ・スアレス・ナバロ     | アンドレア・フラバーチコバ ルーシー・ハラデツカ | 6-4, 6-4              |
| 優勝   | 5.  | 2015年9月26日 | 東京           | ハード        | カルラ・スアレス・ナバロ     | 詹詠然 詹皓晴                                   | 7-5, 6-1              |
| 準優勝 | 5.  | 2015年11月1日 | シンガポール   | ハード (室内) | カルラ・スアレス・ナバロ     | マルチナ・ヒンギス サニア・ミルザ               | 0-6, 3-6              |

## 4大大会成績
略語の説明
| W | F | SF | QF | #R | RR | Q# | LQ | A | Z# | PO | G | S | B | NMS | P | NH |

W=優勝, F=準優勝, SF=ベスト4, QF=ベスト8, #R=#回戦敗退, RR=ラウンドロビン敗退, Q#=予選#回戦敗退, LQ=予選敗退, A=大会不参加, Z#=デビスカップ/BJKカップ地域ゾーン, PO=デビスカップ/BJKカッププレーオフ, G=オリンピック金メダル, S=オリンピック銀メダル, B=オリンピック銅メダル, NMS=マスターズシリーズから降格, P=開催延期, NH=開催なし.

### シングルス
| 大会           | 2012 | 2013 | 2014 | 2015 | 2016 | 2017 | 2018 | 2019 | 2020 | 2021 | 2022 | 2023 | 通算成績 |
| -------------- | ---- | ---- | ---- | ---- | ---- | ---- | ---- | ---- | ---- | ---- | ---- | ---- | -------- |
| 全豪オープン   | A    | 2R   | 4R   | 4R   | 3R   | QF   | 2R   | 4R   | F    | 4R   | 2R   | 1R   | 27–11    |
| 全仏オープン   | LQ   | 2R   | QF   | QF   | W    | 4R   | SF   | 4R   | 3R   | 1R   | 1R   | A    | 29–9     |
| ウィンブルドン | LQ   | 2R   | 1R   | F    | 2R   | W    | 2R   | 1R   | NH   | 3R   | 1R   | A    | 18–8     |
| 全米オープン   | 1R   | A    | 1R   | 2R   | 2R   | 4R   | 2R   | 1R   | 2R   | 4R   | 3R   | A    | 12–10    |

### ダブルス
| 大会           | 2013 | 2014 | 2015 | 通算成績 |
| -------------- | ---- | ---- | ---- | -------- |
| 全豪オープン   | A    | 2R   | 2R   | 2–2      |
| 全仏オープン   | 1R   | SF   | 1R   | 4–3      |
| ウィンブルドン | 1R   | 3R   | 2R   | 3–3      |
| 全米オープン   | A    | 3R   | 2R   | 3-2      |